# 胡桃科
胡桃科（Juglandaceae）植物广泛分布在亚洲、欧洲和美洲，都是落叶乔木，具有大型羽状复叶，叶一般长达20-100厘米。克朗奎斯特分类法单独分出一个胡桃目，属于金缕梅亚纲，2003年的APG II 分类法将胡桃科根据基因亲缘关系列入壳斗目。

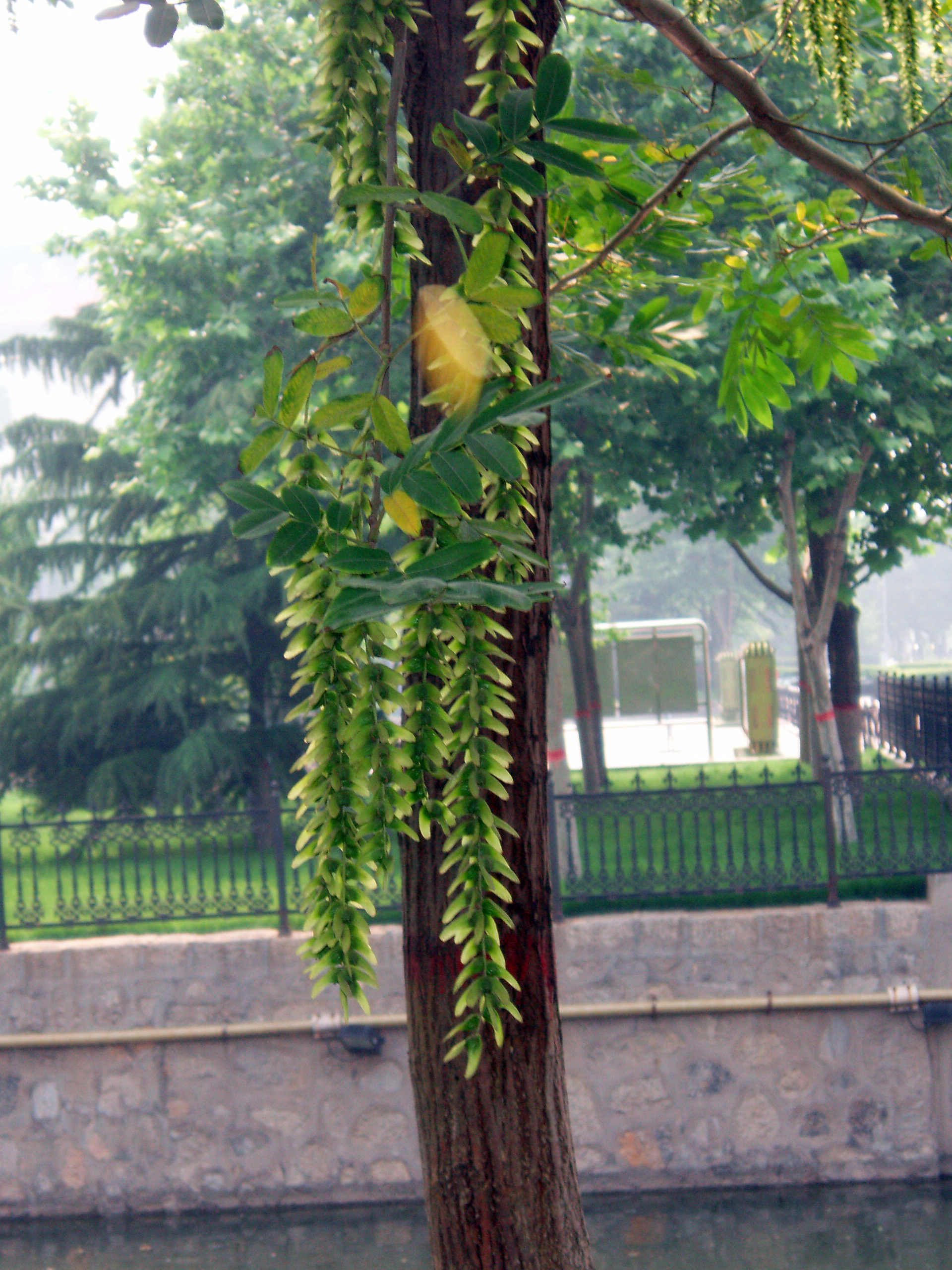
枫杨 Pterocarya stenoptera

本科植物的花为单性，雌雄同株，雄花排成下垂的柔荑花序，雌花单生、簇生或成为直立的穗状花序。果实为坚果，核果或翅果状。

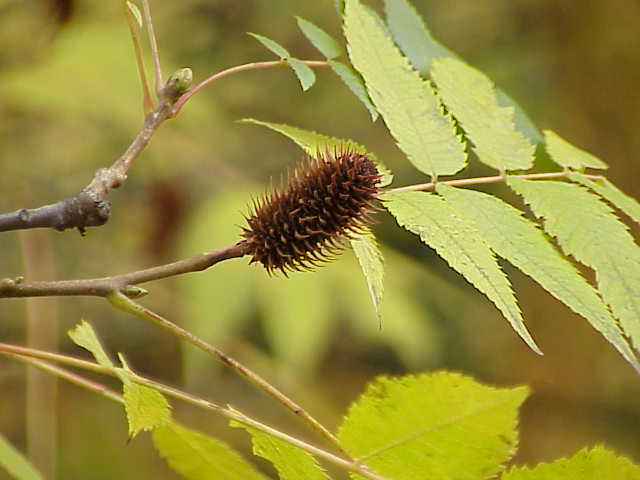
化香树 Platycarya trobilacea

本科植物共有8属，60余种，主要分布于北半球，中国有7属25种，分布在全国各地。胡桃和山核桃是重要的干果和油料作物，果皮可用于制造活性炭，木材坚硬，是重要的硬木产品，用于制作枪托等。枫杨是优良的行道树种，叶和放养野蚕。麻核桃则被广泛应用于文玩界。